# Glacier Ruth
Le glacier Ruth est un glacier du parc national et réserve de Denali dans l'État américain de l'Alaska.

## Description
Un de ses tronçons supérieurs est situé à seulement 4,8 kilomètres sous le sommet du mont McKinley. La Grande Gorge du glacier a une largeur de 1,6 kilomètre et descend près de 610 mètres sur 16 kilomètres, avec des crevasses le long de la surface. Au-dessus de la surface des deux côtés se trouvent des falaises de granite de 1 500 mètres. Du haut des falaises jusqu'au bas du glacier la hauteur dépasse celle du Grand Canyon. Le glacier Ruth se déplace à un rythme de 1 mètre par jour et mesurait 1 200 mètres d'épaisseur en 1983.
Autour des gorges de Ruth se trouvent de nombreuses montagnes de la chaîne d'Alaska, dont plusieurs avec des possibilités d'escalade glaciaire et d'escalades rocheuses très techniques.

## Histoire
En 1903, le glacier a été exploré par le médecin et ethnographe Frederick Cook, qui l'a nommé d'après sa plus jeune fille.